# Донецька єпархія УПЦ (МП)
Донецька і Маріупольська єпархія — єпархія РПЦвУ з центром в Донецьку.

## Назви
- Донецька і Ворошиловградська (1944-7.V.1990),
- Донецька і Луганська (7.V.1990-1991),
- Донецька і Слов'янська (1991—1994),
- Донецька і Маріупольська (з 1994).

## Історія
Заснована в 1944 року об'єднує парафії монастирі в південній частині Донецької області.
В 1944 року рішенням Священного Синоду Української Православної Церкви із складу Донецької була від'єднанна Горлівська єпархія, в котру увійшли північні частини Донецької області.

## Сучасний стан
Кафедральне місто — Донецьк, кафедральний собор — Свято-Преображенський кафедральний собор (Донецьк).
В Донецько-Маріупольській єпархії в 2000 році було 200 парафій і 2 монастирі, в 2000 році — 241 парафія, 259 свящннослужителів (231 священик, 28 діаконів).
Склад єпархії складається з 15 благочинницьких округів:
- Амвросіївський,
- Великоновоселківський,
- Волновахський,
- Докучаївський,
- Донецький,
- Макіївський,
- Маріупольський,
- Мар'їнський,
- Новоазовський,
- Селідовський,
- Сніжнянський,
- Тельманівський,
- Торезський,
- Харцизський,
- Ясинуватський.

Станом на початок 2011 року УПЦ (МП) нараховує в Донецькій області 666 релігійних громад (663 зареєстрованих і 3 незареєстрованих), 7 монастирів, 372 ченці, 552 священнослужителі, 317 недільних шкіл, 6 періодичних видань
Церковні ЗМІ єпархії складаються також з газети «Донбас православний» і «Ігнатіївський благовест», журнали «Живе Джерело», «Радість Моя» «Шишкин ліс», сайт https://web.archive.org/web/20070629040340/http://www.ortodox.donbass.com/. Працює православний телеканал КРТ.

## Монастирі
- Свято-Успенський Миколо-Василівський монастир в с. Микільське (чоловічий та жіночий)
- Свято-Іверський монастир (Донецьк) (жіночий)
- На честь Касперівської ікони Божої Матері жіночий монастир в селиці Грузько-Момівка (жіночий)

## Єпископи
- Нікон (Петін) (1945 — 16 квітня 1956), архієпископ Одеський
- Іоанникій (Кобзєв) (19 грудня 1990 — 6 вересня 1991)
- Аліпій (Погребняк) (6 жовтня 1991 — 7 грудня 1992)
- Іполит (Хилько) (22 грудня 1992 — 3 травня 1996)
- Іларіон (Шукало) (з 12 вересня 1996)